# Simona Kiseleva
Simona Kiseleva (geboren als Simona Limontaitė; * 22. August 1987 in Telšiai) ist eine litauische Schachspielerin.

## Leben
Ihr Vater brachte ihr das Schachspielen bei. Mit acht Jahren besuchte sie eine Schachschule in Telšiai, an der Vytautas Gembutas (* 1944) ihr Schachlehrer war. Seit 2006 studiert sie an der Technischen Gediminas-Universität Vilnius. Seit diesem Jahr wird sie vom Internationalen Meister Vaidas Sakalauskas (* 1971) trainiert.

## Erfolge
Bei der litauischen Einzelmeisterschaft der Frauen 2003 in Panevėžys belegte sie den dritten Platz. Den Titel konnte sie zwei Jahre später in Vilnius gewinnen, mit ihrem Bruder Martynas Limontas (* 1984), einem FIDE-Meister und Großmeister im Lösen von Schachkompositionen, als Sekundanten. Für die litauische Frauennationalmannschaft nahm sie im selben Jahr an der Mannschaftseuropameisterschaft in Göteborg teil. 2005 gewann sie auch die litauische U18-Meisterschaft der weiblichen Jugend. Erneut für die litauische Damennationalmannschaft spielte sie bei den Schacholympiaden 2008 in Dresden und 2010 in Chanty-Mansijsk. 2008 gewann sie dazu die litauischen Frauenmeisterschaften im Blitz- und Schnellschach. Bei der litauischen Einzelmeisterschaft der Frauen 2009 in Vilnius belegte sie wieder den dritten Platz. Erneut konnte sie die litauische Frauenmeisterschaft 2017 in Vilnius gewinnen.
Vereinsschach spielte sie in Litauen bis 2006 für Telšiai, danach für Vilniaus fortas. Beim European Club Cup der Frauen 2008 in Kallithea (Chalkidiki) spielte sie für den Panevėžys Chess Club, da Vilniaus fortas keine Damenmannschaft hatte. Sie trägt seit November 2008 den Titel Internationaler Meister der Frauen (WIM). Die Normen hierfür erzielte sie beim Lady & Chess-Turnier im August 2007 in Panevėžys, beim Open im März 2008 in Reykjavík sowie im selben Monat beim Scandinavian Ladies Open in Stockholm. Das Stockholmer Ergebnis war gleichzeitig eine Norm für den Titel Großmeister der Frauen (WGM). Eine vierte WIM-Norm erzielte sie bei der EU-Meisterschaft im September 2008 in Liverpool, die ersten drei Normen reichten jedoch für den Titel.
Ihre Elo-Zahl beträgt 2171 (Stand: Januar 2023). Damit läge sie hinter Olena Martynkova und Salomėja Zaksaitė auf dem dritten Platz der litauischen Elo-Rangliste der Frauen, wird jedoch als inaktiv geführt, da sie dem Baltija Cup in Palanga im Juni 2019 keine gewertete Partie mehr gespielt hat. Ihre bisher höchste Elo-Zahl war 2243 im März 2010.